# Ophrynia rostrata
Ophrynia rostrata là một loài nhện trong họ Linyphiidae.
Loài này thuộc chi Ophrynia. Ophrynia rostrata được miêu tả năm 1986 bởi Rudy Jocqué & Scharff.